# ملک‌آباد (رشتخوار)
ملک‌آباد (رشتخوار)، روستایی از توابع بخش مرکزی شهرستان رشتخوار در استان خراسان رضوی ایران است.

## جمعیت
این روستا در دهستان آستانه قرار دارد و براساس سرشماری مرکز آمار ایران در سال ۱۳۸۵، جمعیت آن ۱٬۳۹۹ نفر (۳۲۱خانوار) بوده‌است.